# Cees Nooteboom
Cornelis Johannes Jacobus Maria (Cees) Nooteboom (La Haya, 31 de julio de 1933) es un poeta, novelista, ensayista, traductor e hispanista holandés. 

## Biografía
Hijo de Johanna Pessers y Hubertus Nooteboom. Bautizado católico (según El desvío a Santiago). Su formación escolar estuvo marcada por un desplazamiento constante por varios colegios. Dentro de las instituciones que lo recibieron se encuentran un monasterio franciscano en Venray y un centro de educación secundaria agustiniano en Eindhoven. Finalmente terminaría su bachillerato en un colegio nocturno de Utrecht. 
Obtuvo su primer trabajo en 1951 en un banco de Hilversum, pero lo abandona rápidamente para viajar por Europa. Este primer viaje le permitió pergeñar lo que tiempo después sería su primera novela, Phillip y los otros, publicada más tarde en 1957 y galardonada con el Premio Ana Frank. Siguió con una meditación sobre el oficio de escritor dentro de la estética del nouveau roman, De ridder is gestorven ("El caballero ha muerto", 1963). De Parijse beroerte ("Los disturbios de París", 1968) trata sobre el mayo francés de 1968. Rituels ("Rituales", 1980) fue una novela que obtuvo gran éxito, ya dentro de la orientación existencialista que gobierna toda su obra. De su producción posterior destacan Una canción del ser y la apariencia, (Het lied van schijn en wezen, 1981) e In Nederland ("En las montañas de los Países Bajos", 1984), donde contrapone ficción y realidad.

## Rasgos de autor
A causa de su desarraigo, Nooteboom se desmarca de la generación en que nació y desde que empezó su carrera literaria en los cincuenta desarrolla su tarea al margen de los grupos y tendencias de su país. Gran parte de su obra la forman libros de viajes, pero en todas sus obras expresa su voluntad europeísta y cosmopolita a través de diversos escenarios; por ejemplo, su novela Mokusei se sitúa en el Japón y El desvío a Santiago en España; por su parte, Perdido el Paraíso se ambienta en São Paulo, en las comarcas desérticas de Australia y en diferentes galerías de arte de Europa. Su poesía lírica, por otra parte, expresa la vivencia del tiempo, la precariedad de la existencia y el deseo de permanencia.

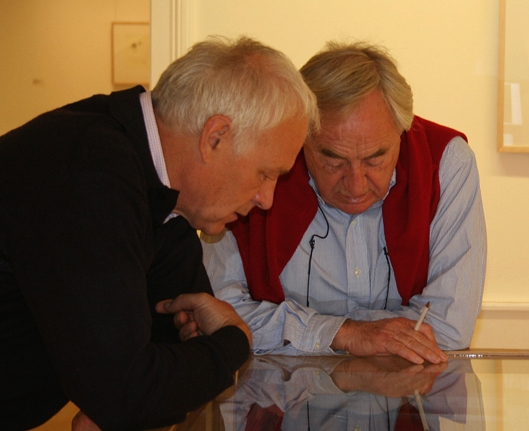
Partenheimer y Cees Nooteboom en 2005.

El ya mencionado El desvío a Santiago ha inspirado a distintos compositores españoles y holandeses y fue motivo de una serie de conciertos celebrados en el año 2010 en los Países Bajos por el grupo Ensemble 88 de Maastricht, que, bajo la dirección de Taco Kooistra y en presencia del escritor estrenó distintas obras escritas especialmente para la ocasión por York Höller, Willem Dragstra, Benet Casablancas y Mateu Malondra.

## Obras
- 1954 - Phillip en de anderen, novela. Editado en español como Philip y los otros (2011).
- 1956 - De doden zoeken een huis (ensayo).
- 1958 - De verliefde gevangene novela.
- 1959 - Koude gedichten (ensayo).
- 1959 - De zwanen van de Theems (toneel).
- 1960 - Het zwarte gedicht ensayo.
- 1961 - De koning is dood novela.
- 1963 - Een middag in Bruay (libro de viajes).
- 1963 - De ridder is gestorven novela.
- 1964 - Gesloten gedichten (gedichten, De Bezige Bij).
- 1965 - Een nacht in Tunesië (libro de viajes).
- 1968 - Een ochtend in Bahia (libro de viajes).
- 1968 - De Parijse beroerte (reportaje).
- 1970 - Gemaakte gedichten (gedichten, De Bezige Bij).
- 1971 - Bitter Bolivia / Maanland Mali (libro de viajes).
- 1978 - Open als een schelp - dicht als een steen (gedichten, Arbeiderspers).
- 1978 - Een avond in Isfahan (libro de viajes).
- 1980 - Rituelen (Rituales), novela.
- 1980 - Nooit gebouwd Nederland. 'want tussen droom en daad staan wetten in de weg en practische bezwaren... (ensayo).
- 1981 - Voorbije passages, reisverhalen (libro de viajes).
- 1981 - Een lied van schijn en wezen (roman, De Arbeiderspers). Editado en español con el título Una canción del ser y la apariencia, 2010.
- 1981 - Voorbije passages 2 (libro de viajes).
- 1982 - Gyges en Kandaules. Een koningsdrama (toneel).
- 1982 - Mosukei! (novelle, De Arbeiderspers). Editado en español como ¡Mokusei!.
- 1982 - Aas (gedichten, Arbeiderspers).
- 1983 - Waar je gevallen bent, blijf je (libro de viajes).
- 1984 - Vuurtijd, IJstijd. Gedichten 1955-1983 (gedichten, Arbeiderspers).
- 1984 - In Nederland (roman, De Arbeiderspers). Editado en español como En las montañas de Holanda, 2009.
- 1985 - De zucht naar het Westen (libro de viajes).
- 1986 - De dichter en de dingen.
- 1986 - De Boeddha achter de schutting. Aan de oever van de Chaophraya (novelle, Kwadraat). Editado en español como El buda tras la empalizada.
- 1986 - Het Spaans van Spanje.
- 1988 - De brief.
- 1989 - De wereld een reiziger (libro de viajes).
- 1989 - Het gezicht van het oog (gedichten, Arbeiderspers).
- 1990 - Berlijnse notities (libro de viajes, Singel - pockets). Editado en español como Noticias de Berlín, (2014)  y también como La desaparición del muro: crónicas alemanas.
- 1991 - Rollende stenen, getijde, met schilderijen van J. van den Berg.
- 1991 - Vreemd water (libro de viajes), De Arbeiderspers.
- 1991 - Het volgende verhaal (boekenweekgeschenk, De Arbeiderspers). Publicada en español como La historia siguiente.
- 1992 - De omweg naar Santiago (El desvío a Santiago) (libro de viajes).
- 1992 - Zurbaránk (libro de viajes).
- 1993 - Groeneveld: herinneringen aan een landhuis in Baarn 1946-1966.
- 1993 - De ontvoering van Europa (Ensayo).
- 1993 - Zelfportret van een ander. Dromen van het eiland en de stad van vroeger, prozagedichten.
- 1993 - De koning van Suriname (libro de viajes).
- 1995 - Van de lente de dauw. Oosterse reizen (libro de viajes, De Arbeiderspers).
- 1997 - De koning van Suriname (libro de viajes).
- 1997 - De filosoof zonder ogen: Europese reizen (libro de viajes).
- 1997 - 1997 Terugkeer naar Berlijn (libro de viajes).
- 1998 - Allerzielen (roman, Atlas). Editado en español como El día de todas las almas, 2007.
- 1999 - Zo kon het zijn (gedichten, Contact).
- 2000 - Bitterzoet, honderd gedichten van vroeger en zeventien nieuwe (gedichten, De Arbeiderspers).
- 2002 - Nootebooms Hotel. Publicada en español como Hotel Nómada.
- 2004 - Paradijs Verloren (novela, Atlas). Editado en español por Siruela como Perdido el paraíso, 2006.
- 2005 - Het geluid van Zijn naam. Reizen door de Islamitische wereld.
- 2005 - De slapende goden,(Sueños y otras mentiras, libro con litografías de Jürgen Partenheimer, Ergo Pers).
- 2007 - Tumbas. Gráber von Dichtern und Denkern. Publicada en español por Siruela como Tumbas de poetas y pensadores, con fotografías de Simone Sassen, 2007.

## Premios
Algunos de los premios y honores recibios son:
- 1992, Premio Constantin Huygens.
- 1957, Premio Ana Frank.
- 2000, Premio Grupo Compostela.
- 2009, Premio de las Letras Neerlandesas.
- 2020, Premio Formentor de las Letras.[3]